# Bernie Marsden
Bernard "Bernie" Marsden (Buckingham, 7 de mayo de 1951-Liverpool, 24 de agosto de 2023) fue un guitarrista y compositor británico, que desarrolló su carrera entre el blues y el rock. 
Marsden fue guitarrista de la banda de rock Whitesnake entre 1978 y 1982.

## Carrera musical
Tuvo sus primeras influencias con músicos como Peter Green, Rory Gallagher y Jeff Beck.
Sus comienzos fueron a principios de la década de 1970, moviéndose la mayor parte de su carrera con una guitarra Gibson Les Paul, en la banda Skinny Cat, también tuvo un breve paso por UFO y luego formando parte de la banda del baterista Cozy Powell. En 1976 fue también parte del grupo Paice, Ashton & Lord junto a Tony Ashton, Ian Paice, Jon Lord (los dos últimos, miembros de Deep Purple) y Paul Martínez.
En 1978 formó parte de Whitesnake, junto a David Coverdale. Sus mejores años en su carrera los desarrolló en Whitesnake en su etapa clásica (1978-1982), compartiendo la labor con Micky Moody, desde los inicios de la banda hasta su última colaboración en Saints & Sinners de 1982, donde abandonó el grupo por diferencias creativas entre él y Coverdale. 
Ha compuesto solos de guitarra como "Blindman", "Don´t Break my Heart Again", "Fool for your Loving" y en el disco en directo In the Heart of the City en "Mistreated" o el segundo solo en "Ain´t No Love In the Heart of the City". 
Al abandonar Whitesnake formó su propio grupo Alaska!, que no estuvo a su altura. En la década de 1990 formó una nueva agrupación junto a su amigo Micky Moody llamada The Moody Marsden Band. 
Estuvo en M3, con otros miembros de Whitesnake clásicos, Neil Murray y Micky Moody. A veces, también era invitado en los recitales de Deep Purple.

## Discografía

### Con UFO
- 1973 "Give Her The Gun" (sencillo)
- 1993 The Decca Years

### Con Cozy Powell's Hammer
- 1974 Na Na Na (sencillo)

### Con Wild Turkey
- 1974 Don't Dare To Forget

### Con Babe Ruth
- 1975 Stealin' Home
- 1976 Kid's Stuff

### Con Paice, Ashton & Lord
- 1977 Malice in Wonderland
- 1993 BBC Radio 1 Live In Concert '77
- 2007 Live In London '77 (DVD)

### Con Whitesnake
- 1978 Snakebite
- 1978 Trouble
- 1979 Lovehunter
- 1980 Ready An' Willing
- 1980 Live...In The Heart Of The City
- 1981 Come an' Get It
- 1982 Saints & Sinners
- 2003 The Silver Anniversary Collection
- 2004 The Early Years
- 2008 30th Anniversary Collection

### Con Alaska
- 1984 - Heart Of The Storm (como Bernie Marsden's Alaska)
- 1985 - The Pack
- 1986 - Alive (VHS)
- 2002 - Live Baked Alaska
- 2003 - Anthology 1

### Con  The Snakes, Company Of Snakes & M3
- 1998 - Once Bitten (Editado en Japón)
- 1998 - Live in Europe
- 2001 - Here They Go Again
- 2002 - Burst The Bubble
- 2005 - Classic Snake Live
- 2005 - Rough An' Ready (CD)
- 2007 - Rough An' Ready (DVD)

### Solo
- 1979 - And About Time Too!
- 1980 - Look At Me Now
- 1992 - The Friday Rock Show Sessions '81
- 1992 - Never Turn Your Back on the Blues (En vivo junto a Micky Moody)
- 1994 - Live In Hell - Unplugged (En vivo junto a Micky Moody)
- 1994 - The Time Is Right For Live
- 1994 - Real Faith (Con Micky Moody)
- 1995 - Tribute to Peter Green: Green and Blues (Álbum tributo a Peter Green)
- 2000 - The Night The Guitars Came To Play (Con Micky Moody)
- 2001 - Ozone Friendly (Con Micky Moody)
- 2005 - Stacks
- 2006 - Blues 'N' Scales: a Snakeman's Odyssey 1970-2004 (Compilado de su trayectoria desde 1970 hasta 2004)
- 2007 - Big Boy Blues|Big Boy Blue... Live' (En vivo)
- 2008 - Radioland - CD Sampler of the Live Show (Compilado No Oficial)
- 2009 - Bernie Plays Rory (En vivo)
- 2009 - Going To My Hometown (Acústico en vivo)
- 2014 - Shine
- 2021 - Kings
- 2022 - Trios
- 2023 - Working Man

### Otras grabaciones
- 1973 You & Me (Chick Churchill)
- 1974 Jumblequeen (Bridget St John)
- 1978 Ain't That Just The Way (Barbi Benton)
- 1979 Over the Top (Cozy Powell)
- 1981 Tilt (Cozy Powell)
- 1982 Before I Forget (Jon Lord)
- 1982 Reading Rock '82 (VA)
- 1988 Guitar Speak 2 (VA)
- 1990 Perfect Crime (Blonde On Blonde, como productor)
- 1991 Forcefield IV: Let the Wild Run Free (Forcefield)
- 1992 Instrumentals (Forcefield)
- 1992 First of the Big Band - BBC Radio 1 Live in Concert '74 (Tony Ashton y Jon Lord)
- 1994 Tellin' Stories (Walter Trout Band)
- 1994 Line Up (Borderline)
- 1998 Still Crazy - Soundtrack
- 2000 Snakebites - The Music Of Whitesnake (Tributo)
- 2002 Blues for Harlem (Larry Johnson)
- 2002 I Eat Them for Breakfast (Micky Moody)
- 2007 Booze, Brawds and Rockin' Hard (Chris Catena)
- 2007 Human Spirit (Gary Fletcher)
- 2007 Ian Paice and Friends Live In Reading 2006 (DVD)
- 2008 The Original - The Audiolab Sessions 2002
- 2008 Live and Rocking! - Live at the Hell Blues Festival 2000 (Micky Moody & Amigos)
- 2009 Endangered Species - Live at Abbey Road 2000 (CD/DVD, Tony Ashton & Amigos)